# Květa Jeriová
Květoslava Jeriová –conocida como Květa Jeriová– (Zálesní Lhota, Checoslovaquia, 10 de octubre de 1956) es una deportista checoslovaca que compitió en esquí de fondo. 
Participó en dos Juegos Olímpicos de Invierno, obteniendo en total tres medallas, bronce en Lake Placid 1980, en la prueba de 5 km, y plata y bronce en Sarajevo 1984, en el relevo (junto con Dagmar Švubová, Blanka Paulů y Gabriela Svobodová) y los 5 km.
Ganó dos medallas de bronce en el Campeonato Mundial de Esquí Nórdico, en los años 1980 y 1982.

## Palmarés internacional
| Juegos Olímpicos   | Juegos Olímpicos             | Juegos Olímpicos  | Juegos Olímpicos |
| Año                | Lugar                        | Medalla           | Prueba           |
| ------------------ | ---------------------------- | ----------------- | ---------------- |
| 1980               | Lake Placid (Estados Unidos) | Medalla de bronce | 5 km             |
| 1984               | Sarajevo (Yugoslavia)        | Medalla de plata  | Relevo 4 × 5 km  |
| 1984               | Sarajevo (Yugoslavia)        | Medalla de bronce | 5 km             |
| Campeonato Mundial |                              |                   |                  |
| Año                | Lugar                        | Medalla           | Prueba           |
| 1980               | Lake Placid (Estados Unidos) | Medalla de bronce | 10 km            |
| 1982               | Oslo (Noruega)               | Medalla de bronce | 10 km            |